# Artyom
Artyom (oroszul: Артём) város és városkörzet a Tengermelléki határterületen, Vlagyivosztoktól 53 km-re északra a Muravjov-Amurszkij-félsziget északi részén. Területe 506 km².
2002-ben 64,1 ezer lakosa volt, a hozzá tartozó 3 városi jellegű településsel (Uglovoje, Zavodszkoj, Artyomovszkij) és 5 faluval (Knyevicsi, Krolevci, Olenyje, Szurazsovka, Jasznoje) lakossága meghaladja a 100 ezret.
Lakossága 102 603 fő volt a 2010. évi népszámláláskor.
A környéken a szénbányászat 1898-ban vette kezdetét. A város a  nevét Fjodor Szergejev (1883–1921) orosz hivatásos forradalmárról kapta, akit Artyom elvtársként is ismertek. 1924-ben alapították mint bányásztelepülést, 1938-ban nyerte el a városi rangot. Barnaszénmedence központja, bányaváros, közelében fekszik a harmincas években épült hőerőmű (ArtyomGRESZ im. Kirova), amely Vlagyivosztokot látja el villamos energiával és a helyi szenet használja fel.
A város jelentős bútoripari központ (Артеммебель). Porcelángyártás, zongorakészítés, szőnyeg- és textilipar. Trudovojéban téglagyártás, fémfeldolgozás folyik és nyérctartó gazdaság is található. Nagy kenyérgyár és baromfifeldolgozó üzem. Közlekedési jelentősége is nagy: közelében található Vlagyivosztok nemzetközi repülőtere. A város egyben forgalmas vasúti és közúti csomópont.

## Fordítás
- Ez a szócikk részben vagy egészben az Artyom című angol Wikipédia-szócikk ezen változatának fordításán alapul.  Az eredeti cikk szerkesztőit annak laptörténete sorolja fel. Ez a jelzés csupán a megfogalmazás eredetét és a szerzői jogokat jelzi, nem szolgál a cikkben szereplő információk forrásmegjelöléseként.
- Ez a szócikk részben vagy egészben az Артём című orosz Wikipédia-szócikk ezen változatának fordításán alapul.  Az eredeti cikk szerkesztőit annak laptörténete sorolja fel. Ez a jelzés csupán a megfogalmazás eredetét és a szerzői jogokat jelzi, nem szolgál a cikkben szereplő információk forrásmegjelöléseként.